# Krobielice
Krobielice – wieś w Polsce położona w województwie świętokrzyskim, w powiecie sandomierskim, w gminie Klimontów.
| SIMC    | Nazwa              | Rodzaj    |
| ------- | ------------------ | --------- |
| 0795985 | Krobielice-Kolonia | część wsi |
| 0795991 | Stara Wieś         | część wsi |

## Historia

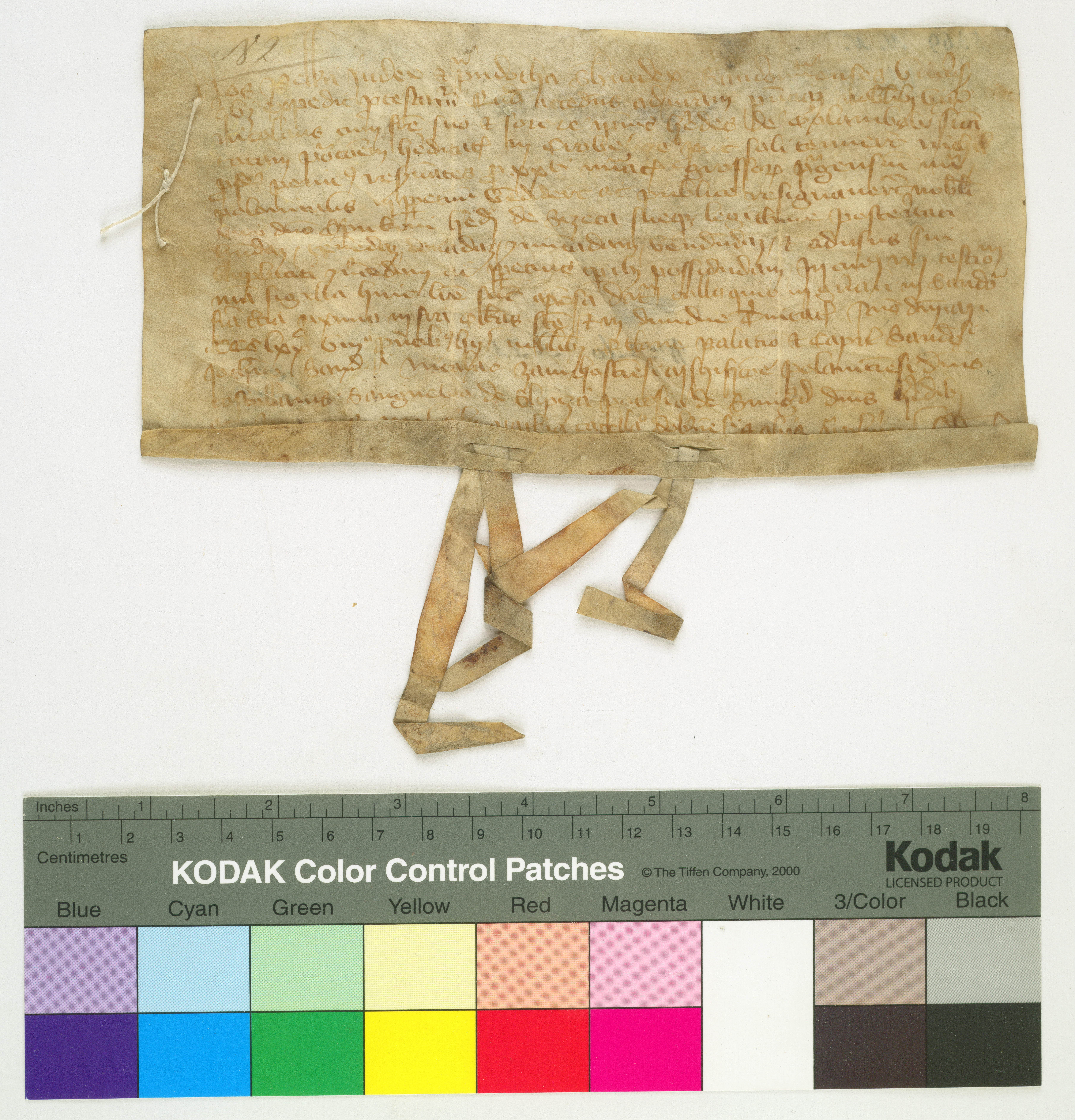
Dokument z 1378 roku: Sąd ziemski sandomierski zaświadcza, że Mikołaj z siostrą i bratem, dziedzice dóbr Gołębiów, sprzedali część dóbr Krobielice Spytkowi ze Szczeki.

Były wsią klasztoru cystersów koprzywnickich w województwie sandomierskim w ostatniej ćwierci XVI wieku. W latach 1975–1998 miejscowość administracyjnie należała do województwa tarnobrzeskiego.
Miejscowość znajduje się na odnowionej trasie Małopolskiej Drogi św. Jakuba z Sandomierza do Tyńca, która to jest odzwierciedleniem dawnej średniowiecznej drogi do Santiago de Compostela.
W miejscowości znajduje się remiza OSP.